# جمال شبل
جمال شبل (21 مارس 1932 - 30 مارس 2003) ممثل مصري من مواليد 21 مارس 1932، وبعد حصوله على الثانوية العامة أصر والده الضابط على إلحاقه بكلية الحقوق، ولكنه نجح – بعد قضاء سنتين بها – في إقناعه بعدم استكمال الدراسة بها والإلتحاق بالمعهد العالي للفنون المسرحية، وبالفعل تخرج من قسم النقد عام 1961، وبدأ حياته العملية بمجرد تخرجه وذلك بانضمامه إلى فرق مسارح التلفزيون في عام 1962، وخلال مسيرته الفنية شارك بأداء الأدوار في السينما والمسرح والإذاعة والتلفزيون. لازم الفراش لأكثر من عامين في نهاية الستينيات عقب إصابته بالانزلاق الغضروفي. بلغت عدد أعماله 150 عمل بين فروع التمثيل المختلفة.
كان آخر عمل له المشاركة في مسرحية محمد سعد «الدبابير» عام 1994. توفي في عام 2003 عن عمر يناهز 73 سنة.

## أهم أعماله
- «عليوة ماركة مسجلة» مسرحية من تأليف صلاح راتب عام 1979.[7]
- «لا يا ابنتي العزيزة» مسلسل تلفزيوني عام 1979.[8]
- «الأيام» مسلسل تلفزيوني عام 1979.[9]
- «دموع في عيون وقحة» مسلسل تلفزيوني عام 1980.[10]
- «حكايات هي وهو» مسلسل تلفزيوني عام 1985[11]
- «ليالي الحلمية» مسلسل تلفزيوني (1987 - 1990)[12]
- «رأفت الهجان» مسلسل تلفزيوني (1988- 1990)[13]
- «ملابس الحداد الحمراء» فيلم عام 1988.
- «قسمتي» مسرحية عام 1982.[14]
- «محترم لمدة شهر» مسرحية عام 1982.
- «ممنوع الضحك» مسرحية 1978.[15]
- «باب الفتوح» مسرحية عام 1976.[16]
- «أخلص زوج في العالم» مسرحية عام 1965.[17]
- «اللي رقصوا على السلم» مسرحية عام 1972.[18]

## وصلات خارجية
https://elcinema.com/person/1075252 جمال شبل
https://dhliz.com/artist/hB73rTepUso/ جمال شبل
https://www.imdb.com/name/nm9541603/?ref_=nv_sr_srsg_0 جمال شبل
https://karohat.com/Person/9337644c-9af7-49d6-87d3-d16b17751ed2 جمال شبل 